# José Mikulas
José Mikulas (Córdoba, Argentina, 30 de abril de 1982) es un ex-baloncestista argentino. En el comienzo de su carrera actuó en la Liga Nacional de Básquet -llegando incluso a formar parte del plantel de Estudiantes de Olavarría que se consagró campeón en el año 2000- y jugó luego en el baloncesto universitario estadounidense. Sin embargo no pudo progresar posteriormente como profesional, desarrollando su carrera en equipos del ascenso de España y Argentina. 
Es hermano del también baloncestista Gabriel Mikulas.

## Trayectoria
Formado en el club Matienzo de Córdoba, se incorporó a Independiente de General Pico en 1998. Permaneció allí durante un año, jugando siempre con el equipo juvenil. En 1999 fue transferido a Estudiantes de Olavarría, donde finalmente pudo debutar como profesional en la Liga Nacional de Básquet. Esa temporada su equipo se consagraría campeón, y Mikulas registraría un promedio de 2.1 puntos en 7 partidos jugados. 
Deseoso de contar con más oportunidades para mostrar su juego, la siguiente temporada fichó con Lanús, un club que en ese momento disputaba el Torneo Nacional de Ascenso. De todos modos Mikulas quedó fuera de los planes del entrenador, por lo que también volvió a tener una limitada cantidad de partidos.
En 2001 migró a los EE. UU. con la intención de conseguir una beca para jugar en el baloncesto universitario de ese país, como de hecho ya lo hacía su hermano Gabriel. Después de un año en una academia de Maine, fue reclutado por los New Jersey Tech Highlanders, el equipo del Instituto de Tecnología de Nueva Jersey, que por esa época participaba de la División II de la NCAA. Allí jugó entre 2002 y 2004.
Regresó a su país para sumarse a Alianza Básquetbol Eldorado, un miembro de la Liga B que tenía serias aspiraciones de ascender de la tercera a la segunda categoría del baloncesto profesional argentino. Sin embargo esa temporada el equipo fracasó en su objetivo y, a causa de ello, Mikulas se desvinculó del mismo. 
A mediados de 2005 se instaló en España. Se ofreció para jugar en el Calefacciones Farho Gijón, pero el equipo no lo fichó (aunque le permitió entrenar con la reserva). A mitad de temporada acordó su arribo al CB Martorell. Posteriormente jugó un año con el UFC Zamora y un año con el Rhino's Xiria (ambos de la Liga EBA), y en 2008 se incorporó al Club Deportivo Virgen de la Concha. En ese equipo alcanzó su mejor nivel, pero una serie de lesiones lo motivaron a retirarse durante la temporada 2011-12 y retornar a su país.
En 2015 reapareció disputando los torneos de la Asociación Cordobesa de Básquetbol. Jugó un semestre con Universitario, un semestre con Hindú y un semestre con Matienzo, antes de retirarse definitivamente del baloncesto competitivo.